# Завалко Олександр Іванович
Олекса́ндр Іва́нович Зава́́лко (нар. 29 серпня 1969 — 21 травня 2015) — старший сержант Збройних сил України, учасник російсько-української війни.

## Життєвий шлях
Закінчив Миколаївський будівельний технікум, 1997 року — Херсонський державний аграрний університет за спеціальністю інженер-будівельник. Брав участь у будівництві багатьох об'єктів у Херсоні та області. Понад 15 років працював на херсонському підприємстві «Евроклас».
Мобілізований у серпні 2014 року, командир відділення зенітного артилерійського взводу 17-го окремого мотопіхотного батальйону 57-ї мотопіхотної бригади. Від 29 жовтня 2014-го безпосередньо брав участь у боях, зокрема за Гірське, Городище, Первомайськ, Дзержинськ.
Загинув 21 травня 2015-го близько 21-ї години поблизу села Ленінське Амвросіївського району під час вчиненого терористами мінометного обстрілу взводного опорного пункту 0317. Тоді ж поліг Микола Гончарук.
Похований у Чорнобаївці 26 травня 2015 року.
Без Олександра лишились батьки та донька.

## Нагороди та вшанування
- Указом Президента України № 132/2016 від 8 квітня 2016 року — орденом «За мужність» III ступеня (посмертно)[1]
- 21 жовтня 2015-го на території Херсонського державного аграрного університету відкрито меморіальну дошку випускнику Олександрові Завалку.